# Лучшие книги, издательства, проекты
Лучшие книги, издательства, проекты — национальная премия по литературе, присуждается в Москве, ежегодно с 2000 года. Номинации охватывают широкий жанровый комплекс книг (от поэзии до политологии), а также разные виды литературных проектов (от издательств до библиотек).
Учредители — Российская государственная библиотека, Русский биографический институт, «Литературная газета»
Цель литературной премии — выявление лучших в России книг в различных номинациях, а также оценка работы издательств и реализации книжных проектов в России.

## История и награждения
Премия была учреждена Российской государственной библиотекой (РГБ), Русским биографическим институтом (РБИ), «Литературной газетой» (ЛГ) и культурно-просветительским центром «Орден» в 2000 году.
Номинации:
- Историческая память
- История дипломатии
- Фотолетопись
- Живопись
- Поэзия
- Проза
- Биографии
- Военная история
- История русской православной церкви
- Оперное искусство
- История музыки
- Просвещение
- Культурология
- Политология
- Детективы
- Мемуары
- Детская и учебная литература
- Спортивная история

Награждение производится в начале каждого года, по результатам предыдущего года.
Призёрам вручается диплом и медаль (денежное вознаграждение не предусматривается). Некоторые работы отмечаются грамотами.

### 2022
Торжественная церемония награждения прошла 3 марта 2023 года в Союзе писателей России в Москве. Она была посвящена памяти руководителя издательства «Молодая гвардия» В. Ф. Юркина (1940—2022).

### 2023

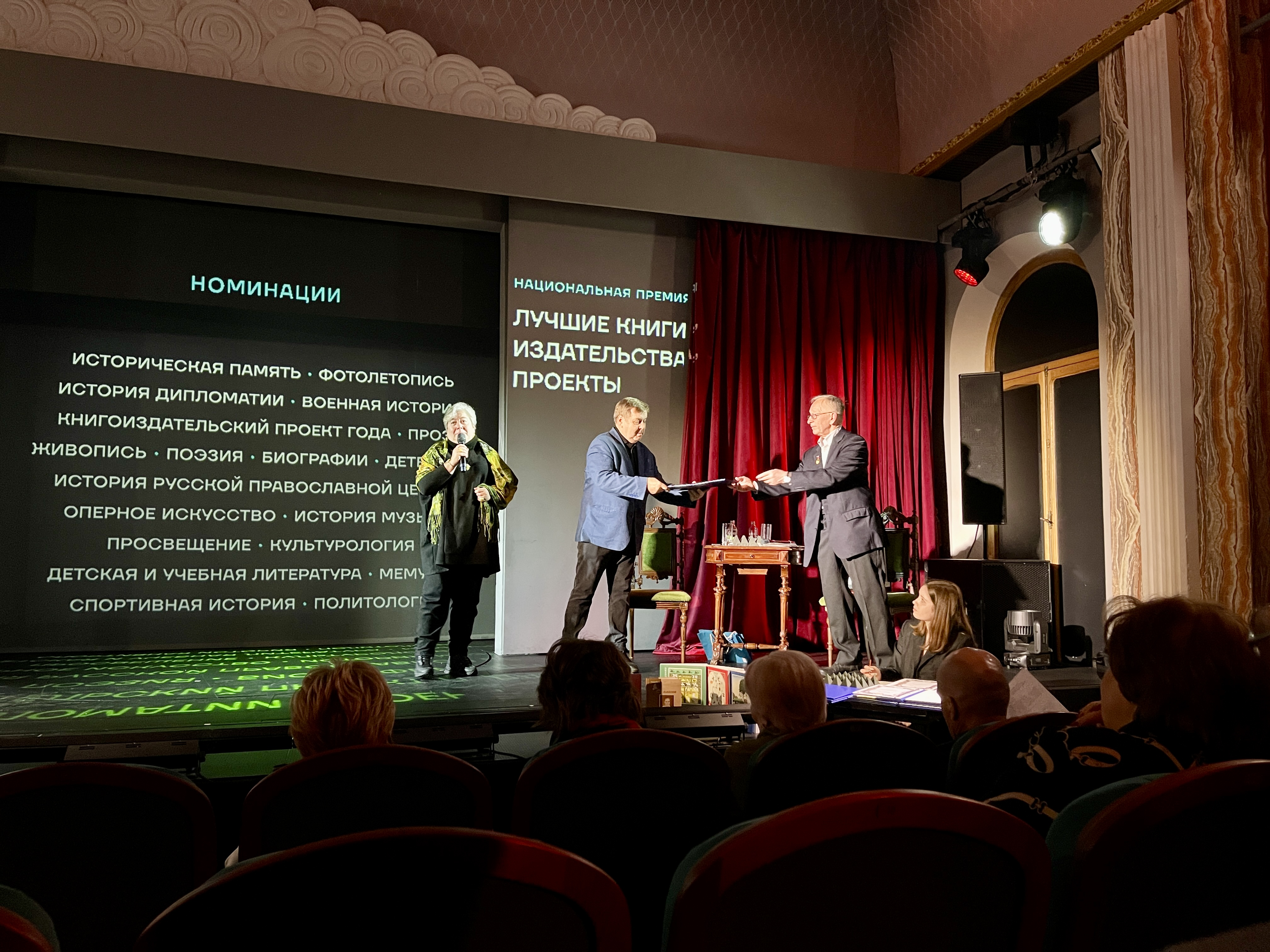
Награждение М. К. Залесской

Экспертный совет возглавил писатель и драматурго С. Ю. Рыбас, в него вошли президент Российской государственной библиотеки В. В. Фёдоров, главный редактор Литературной газеты М. А. Замшев, директор Института Наследия В. В. Аристархов, руководитель Российского книжного союза Л. Л. Палько, председатель правления Союза писателей России Н. Ф. Иванов и другие.
31 января 2024 года награждение прошло в Новом театре, расположенном в историческом здании — Усадьба Салтыковых — Чертковых.